# MCipollini-Giordana/Saison 2013
Dieser Artikel beschreibt die Mannschaft und die Siege des Radsportteams MCipollini-Giordana in der Saison 2013.

## Mannschaft
| Teamkader 2013                      | Teamkader 2013     | Teamkader 2013 | Teamkader 2013                        |
| Name                                | Geburtsdatum       | Land           | Vorheriges Team                       |
| ----------------------------------- | ------------------ | -------------- | ------------------------------------- |
| Tatjana Antoschina                  | 27. Juli 1982      | Russland       | Rabobank Women (2012)                 |
| Monia Baccaille                     | 10. April 1984     | Italien        | Valdarno (2010)                       |
| Valentina Carretta                  | 16. September 1989 | Italien        | Top Girls-Fassa Bortolo (2011)        |
| Sara Grifi                          | 26. September 1988 | Italien        | SC Michela Fanini Rox (2012)          |
| Tatiana Guderzo                     | 22. August 1984    | Italien        | Valdarno (2010)                       |
| Małgorzata Jasińska                 | 18. Januar 1984    | Polen          | SC Michela Fanini Rox (2011)          |
| Michela Pavin                       | 15. Juli 1994      | Italien        |                                       |
| Sari Saarelainen (7. Jun.–31. Dez.) | 1. März 1981       | Finnland       | Forno d'Asolo Colavita (2012)         |
| Valentina Scandolara                | 1. Mai 1990        | Italien        | SC Michela Fanini Rox (2012)          |
| Anna Zita Maria Stricker            | 3. Juli 1994       | Italien        |                                       |
| Marta Tagliaferro                   | 4. November 1989   | Italien        | Top Girls Fassa Bortolo-Ghezzi (2010) |
|                                     |                    |                |                                       |
| Quelle: UCI                         |                    |                |                                       |

## Siege
- Energiewacht Tour: Valentina Carretta
- Russische Meisterschaft Einzelzeitfahren: Tatjana Antoschina
- 2. Etappe Tour Féminin en Limousin: Tatjana Antoschina
- Thüringen-Rundfahrt
  - 6. Etappe: Valentina Scandolara
  - 7. Etappe: Tatiana Guderzo
- Tour de l’Ardèche: Tatjana Antoschina
- 6. Etappe Holland Ladies Tour: Tatiana Guderzo